# Сухожув
Сухожув (пол. Suchorzów) — село в Польщі, у гміні Баранув-Сандомерський Тарнобжезького повіту Підкарпатського воєводства.
Населення — 596 осіб (2011).
У 1975-1998 роках село належало до Тарнобжезького воєводства.

## Демографія
Демографічна структура станом на 31 березня 2011 року:
|          | Загалом | Допрацездатний вік | Працездатний вік | Постпрацездатний вік |
| -------- | ------- | ------------------ | ---------------- | -------------------- |
| Чоловіки | 289     | 56                 | 196              | 37                   |
| Жінки    | 307     | 63                 | 164              | 80                   |
| Разом    | 596     | 119                | 360              | 117                  |